# Úrhida
Úrhida is een plaats (község) en gemeente in het Hongaarse comitaat Fejér. Úrhida telt 2000 inwoners (2006).